# Геррінгс (Нью-Йорк)
Геррінгс (англ. Herrings) — переписна місцевість (CDP) в США, в окрузі Джефферсон штату Нью-Йорк. Населення — 116 осіб (2020).

## Географія
Геррінгс розташований за координатами 44°1′24″ пн. ш. 75°39′30″ зх. д. / 44.02333° пн. ш. 75.65833° зх. д. (44.023285, -75.658220).  За даними Бюро перепису населення США в 2010 році переписна місцевість мала площу 0,86 км², з яких 0,73 км² — суходіл та 0,13 км² — водойми. В 2017 році площа становила 0,75 км², з яких 0,60 км² — суходіл та 0,16 км² — водойми.

## Демографія
Згідно з переписом 2010 року, у селищі мешкало 90 осіб у 33 домогосподарствах у складі 27 родин. Густота населення становила 105 осіб/км².  Було 35 помешкань (41/км²).
Расовий склад населення:
| - 86,7 % — білих - 1,1 % — азіатів |

До двох чи більше рас належало 12,2 %. Частка іспаномовних становила 3,3 % від усіх жителів.
За віковим діапазоном населення розподілялося таким чином: 22,2 % — особи молодші 18 років, 64,5 % — особи у віці 18—64 років, 13,3 % — особи у віці 65 років та старші. Медіана віку мешканця становила 47,3 року. На 100 осіб жіночої статі у селищі припадало 95,7 чоловіків;  на 100 жінок у віці від 18 років та старших — 105,9 чоловіків також старших 18 років.
Середній дохід на одне домашнє господарство  становив 77 400 доларів США (медіана — 72 500), а середній дохід на одну сім'ю — 81 436 доларів (медіана — 82 500). За межею бідності перебувало 3,8 % осіб, у тому числі 0,0 % дітей у віці до 18 років та 18,2 % осіб у віці 65 років та старших.
Цивільне працевлаштоване населення становило 36 осіб. Основні галузі зайнятості: освіта, охорона здоров'я та соціальна допомога — 30,6 %, виробництво — 19,4 %, роздрібна торгівля — 16,7 %.